# قائمة زملاء الجمعية الملكية المنتخبين في 2020
هذه الصفحة تعرض قائمة زملاء الجمعية الملكية المُنتخبين لعام 2020.

## الزملاء
- وليام كامبل
- ويليام شافر
- نايجل سكروتون
- Steve Young (software engineer) [الإنجليزية]‏
- Zulfiqar Bhutta [الإنجليزية]‏
- يوشوا بنجيو
- Timothy Behrens (neuroscientist) [الإنجليزية]‏
- Hugh Osborn [الإنجليزية]‏
- Jane Visvader [الإنجليزية]‏
- Linda Nazar [الإنجليزية]‏
- Richard Thompson (marine biologist) [الإنجليزية]‏
- Ralf Speth [الإنجليزية]‏
- سارة تيشمان [الإنجليزية]‏
- Stephen Smartt [الإنجليزية]‏
- Giles Oldroyd [الإنجليزية]‏
- John Shine [الإنجليزية]‏
- Iain McCulloch (academic) [الإنجليزية]‏
- ديفيد هرال
- Carol Prives [الإنجليزية]‏
- دونا ستريكلاند
- Cathy Price [الإنجليزية]‏
- أندرو إم. ستيوارت
- Ehud Hrushovski [الإنجليزية]‏
- شين لو
- Nicholas Turner (chemist) [الإنجليزية]‏
- ديدييه كيلوز
- Jack Thorne (mathematician) [الإنجليزية]‏
- Raymond Pierrehumbert [الإنجليزية]‏
- مولي ستيفنز
- John Endler [الإنجليزية]‏
- Nicholas Read [الإنجليزية]‏
- G. Marius Clore [الإنجليزية]‏

## الزملاء الفخريون
- David Cooksey [الإنجليزية]‏

## الأعضاء الأجانب
- Regine Kahmann [الإنجليزية]‏
- عادا يونات
- فرانسيس كولينز
- وندلين ويرنر
- بين فيرينغا
- Else Marie Friis [الإنجليزية]‏
- كيري إيمانويل
- فرانسيس أرنولد
- Ramamoorthy Ramesh [الإنجليزية]‏